# Reel 1 (Diary)
Singles de Angels & Airwaves
Surrender
(2011) Surrender (Remix)
(2013)
Pistes de Stomping the Phantom Brake Pedal
Reel 5 (New Blood)
(2)
Reel 1 (Diary) est une chanson du groupe Angels & Airwaves qui apparaît sur l'EP Stomping the Phantom Brake Pedal. C'est le premier single de l'album sortie le 26 octobre 2012. 

## Liste des pistes
| Diary | Diary                          | Diary             | Diary | Diary | Diary | Diary | Diary | Diary | Diary |
| No    | Titre                          | Auteur            | Durée |       |       |       |       |       |       |
| ----- | ------------------------------ | ----------------- | ----- | ----- | ----- | ----- | ----- | ----- | ----- |
| 1.    | Reel 1 (Diary) (version album) | Angels & Airwaves | 7:42  |       |       |       |       |       |       |
| 2.    | Reel 1 (Diary) (version radio) | Angels & Airwaves | 3:38  |       |       |       |       |       |       |
| 7:30  |                                |                   |       |       |       |       |       |       |       |

## Apparitions de la chanson dans les médias
- Le clip vidéo est sortie le 7 novembre 2012.